# Stagonomus
Stagonomus är ett släkte av insekter. Stagonomus ingår i familjen bärfisar.
Släktet innehåller bara arten Stagonomus bipunctatus.